# 지식재산권 간접침해
지적재산권 간접침해(Secondary infringement)은 타인의 지적재산권 침해행위를 직접적으로 돕거나 방조하는 행위를 말하는 미국법상 개념이다.

## 종류

### 대위침해
대위책임의 원칙(The doctrine of vicarious infringement)에 따르면 피고가 직접적인 금융이익을 가지며 침해행위를 감독할 권리와 능력을 갖춘 경우 직접적인 저작권 침해에 대한 책임을 진다

### 기여침해
기여침해의 원칙(The doctrine of contributory infringement)에 따르면 저작권이 침해되는 것을 알았거나 알 수 있음에도 불구하고 침해행위를 유발하거나 그 침해행위에 대하여 상당하게 기여한 경우 그 침해행위에 대한 간접책임을 진다.

## 참고 문헌
- 인터넷 상에서 저작권침해에 따른 온라인서비스 제공자의 책임문제, 박종삼 한국중재학회 / 중재연구 2002.
- MP3의 진보와 온라인 음악 저작권침해 : 냅스터와 소리바다, 김경호 한국언론법학회 / 언론과 법.